# Lijst van domproosten van Utrecht
Aan de Dom van Utrecht was een domkapittel verbonden met aan het hoofd de domproost. De domproost was de tweede man in rang van het bisdom Utrecht, na de bisschop. De domproost stamde uit belangrijke families en was een vooraanstaand geestelijke. Aanvankelijk werd hij door het kapittel zelf gekozen, later werd hij door de paus aangesteld. Veel domproosten in de twaalfde en dertiende eeuw werden later benoemd tot bisschop. Vanaf de dertiende eeuw was de aanwezigheid van de domproost te Utrecht niet meer noodzakelijk en hij resideerde voortaan meestal op Huis Doorn, een van zijn bezittingen.
Over de eerste domproosten is vrijwel niets bekend. Vanaf de twaalfde eeuw worden de gegevens wat talrijker, maar ook in de eeuwen daarna bestaan veel onzekerheden. Na de Reformatie bleef het domkapittel als protestants college bestaan en dus ook het ambt van domproost tot de opheffing door Napoleon in 1811.
| Naam                                 | Ambtsperiode      | Opmerkingen |
| Craft                                | genoemd 838-850   | |
| Regimbald                            | genoemd 943       | |
| Wolbodo                              | vóór 1018         | Heilige. Werd bisschop van Luik |
| Odo                                  | genoemd 1012-1026 | |
| Focco                                | genoemd 1046-1058 | |
| Ansfried                             | genoemd 1063      | |
| Ludolf                               | genoemd 1081      | |
| Lanzo                                | genoemd 1085      | |
| Rudolf                               | genoemd 1101-1112 | Vermoord |
| Meingod                              | genoemd 1118-1131 | |
| Hartbert van Bierum                  | 1131-1139         | Werd bisschop van Utrecht |
| Koenraad van Babenberg               | 1140-1148         | Halfbroer van koning Koenraad III, werd bisschop van Passau en aartsbisschop van Salzburg                                                                   |
| Godfried van Rhenen                  | genoemd 1155-1156 | Werd bisschop van Utrecht |
| Godfried                             | 1156-1164         | |
| Arnold                               | 1164-1172         | |
| Simon                                | 1174-1181         | |
| Dirk van Holland                     | 1196              | Werd bisschop van Utrecht |
| Floris van Holland                   | 1198-1204         | Broer van graaf Willem I van Holland, werd bisschop van Glasgow                                                                                             |
| Lodewijk                             | 1204              | |
| Otto van Lippe                       | 1205-1216         | Werd bisschop van Utrecht. Gesneuveld |
| Lodewijk van Gelre                   | 1217-1223         | |
| Wilbrand van Oldenburg               | 1225              | Werd bisschop van Utrecht |
| Dirk van Randerath                   | 1225-1243         | |
| Gobert van Perwijs                   | 1245              | |
| Hendrik van Gelre                    | 1246-1247         | Tevens proost van Xanten. Werd bisschop van Luik. Gesneuveld                                                                                                |
| Gobert van Perwijs                   | 1249-1272         | Hersteld in zijn ambt |
| Burchard van Avesnes                 | 1277-1282?        | Broer van Gwijde van Avesnes; tevens domproost te Luik en proost van Onze Lieve Vrouwe te Maastricht; vanaf 1282 bisschop van Metz                          |
| Adolf II van Waldeck                 | 1286-1301         | Werd bisschop van Luik |
| Willem van Horne                     | 1302-1304         | Gesneuveld |
| Engelbert van Horne                  | 1304?-1310        | Tevens proost te Münster |
| Dirk van Wassenaar                   | 1311              | |
| Floris van Jutphaas                  | 1313-1337         | |
| Hendrik van Mirlaer                  | 1337-1362         | |
| Zweder Uterlo                        | 1363-1378         | |
| Gijsbert Cock                        | 1378-1391         | |
| Willem van Coulster                  | 1391-1399         | |
| Jan van Montfoort                    | 1399-1414         | |
| Zweder van Culemborg                 | 1414-1425         | Werd bisschop van Utrecht |
| Walraven van Meurs                   |                   | Tegenover Zweder van Culemborg? |
| Prospero Colonna                     | 1426-1432         | Werd in 1426 tot kardinaal verheven |
| Jacob van Sierck                     | 1433-1437         | Tevens proost te Würzburg. Werd in 1439 aartsbisschop van Trier                                                                                             |
| Gijsbrecht van Brederode             | 1437-1474         | Tevens proost van Oudmunster, Brugge en Maastricht |
| Simon van der Sluis                  | 1474-1499         | Tevens proost te Mechelen |
| Philibert Naturelli                  | 1500-1529         | Tevens proost te Mechelen |
| Pieter Jan Oetghersz                 | 1501              | Tevens priester in Amsterdam, 'zoon van Alkmaar'. Waarschijnlijk zoon van Jan Oetghersz, meest bekend in zijn functie als burgemeester van Alkmaar in 1436. |
| Claude de Boissot                    | 1529-1530         | |
| Jan Slacheck                         | 1530-1543         | |
| Cornelis van Mierop                  | 1545-1572         | Zie Mieropskameren |
| Anton de Hénin de Boussu             | 1573-1603         | |
| Hugo van Zuylen van Nyevelt          | 1618-1630         | |
| Cornelis van Lockhorst               | 1635-1639         | |
| Cajus Laurentius graaf van Brokdorff | 1649-1702         | |
| Frederik Willem van Diest            | 1702-1726         | |
| Pieter Roeters                       | 1726-1755         | |
| Pieter de Smeth                      | vanaf 1767        | |